# 鐵金剛大戰特務飛龍
《鐵金剛大戰特務飛龍》（英語：The Living Daylights），是第15部詹姆斯·邦德系列电影，由鐵摩·達頓主演。片名取自伊恩·佛萊明的同名短篇小說。在2006年的007首部曲：皇家夜總會上映前，該片是最後一部以其小說來命名者。

## 劇情
KGB將軍格奧爾基·克斯科夫叛逃，英國軍情六處派出詹姆士·龐德（提摩西·達頓 飾）進行接應。克斯科夫指KGB頭目普斯金企圖殺害西方特務，於是龐德暗中進行調查。龐德發現克斯科夫是假變節，企圖藉由龐德殺害妨碍他毒品生意的普斯金，幸好被龐德識破，一場諜對諜的角力戰就此即將展開。

## 演員
- 提摩西·達頓 飾演 占士·邦
- 瑪瑞亞·達波 飾演 Kara Milovy
- Jeroen Krabbé 飾演 格奧爾基·克斯科夫將軍（General Georgi Koskov）
- Andreas Wisniewski 飾演 Necros
- Joe Don Baker 飾演 Brad Whitaker
- 約翰·里斯·戴維斯 飾演 普斯金（General Leonid Pushkin）
- Art Malik 飾演 Kamran Shah
- Thomas Wheatley 飾演 Saunders上尉
- 勞勃·布朗 飾演 M
- 戴斯蒙·李維林 飾演 Q
- Caroline Bliss 飾演 曼妮潘妮小姐
- Geoffrey Keen 飾演 Sir Frederick Gray
- John Terry 飾演 Felix Leither
- 凱兒·泰勒 飾演 Linda
- 華特·戈泰 飾演 General Gogal

## 拍攝地點
- 直布羅陀
- 奧地利
- 摩洛哥
- 澳洲（代替阿富汗）

## 主題曲
由a-ha合唱團演唱的同名主題曲「The Living Daylights」